# مانوئل وینتینی
مانوئل وینتینی (انگلیسی: Manuel Vicentini؛ زادهٔ ۲۹ اوت ۱۹۹۰) بازیکن فوتبال اهل آرژانتین است.
از باشگاه‌هایی که در آن بازی کرده‌است می‌توان به باشگاه فوتبال بوکا جونیورز اشاره کرد.